# Сельчук Айдин
Сельчук Айдин (тур. Selçuk Aydın; 4 вересня 1983, Трабзон) — турецький професійний боксер, призер чемпіонатів Європи серед аматорів, чемпіон Європи за версією EBU (2009).

## Аматорська кар'єра
Сельчук Айдин був чемпіоном Європи серед юніорів 1999 року і серед молоді 2001 року. На чемпіонаті світу серед молоді 2000 завоював бронзову медаль, програвши у півфіналі Борису Георгієву (Болгарія).
На чемпіонаті Європи 2002 виборов бронзову нагороду.
- В 1/8 переміг Баграта Авояна (Вірменія) — 10-2
- В 1/4 переміг Автанділа Кашіа (Грузія) — 21-14
- В півфіналі програв Борису Георгієву (Болгарія) —13-26

На чемпіонаті світу 2003 програв у другому бою Пічай Сайотха (Таїланд).
На кваліфікаційному чемпіонаті Європи 2004 завоював срібну медаль і путівку на Олімпійські ігри 2004.
- В 1/16 переміг Деяна Златічаніна (Чорногорія) — 19-10
- В 1/8 переміг Баграта Авояна (Вірменія) — RSCO 3
- В 1/4 переміг Ровшана Гусейнова (Азербайджан) — RSCO 3
- В півфіналі переміг Доменіко Валентіно (Італія) — 36-29
- У фіналі програв Димитру Щилянову (Болгарія) — 21-32

На Олімпійських іграх 2004 програв в першому бою Димитру Щилянову (Болгарія) — 11-20.
На чемпіонаті світу 2005 переміг двох суперників, а у 1/8 фіналу програв Пек Джон Соп (Півд. Корея).
2003 року Сельчук Айдин став чемпіоном Європейського Союзу, а у 2004 і 2006 роках займав другі місця.
На чемпіонаті Європи 2006 Сельчук Айдин переміг Юсі Койвула (Фінляндія), а в 1/8 фіналу в бою проти Френкі Гевіна (Англія) був дискваліфікований у третьому раунді за суперечки з суддею, а пізніше був дискваліфікований на п'ять років AIBA, після чого вирішив перейти до професійного боксу.

## Професіональна кар'єра
10 листопада 2006 року Сельчук Айдин дебютував у Німеччині на професійному рингу. Впродовж 2006 — 2011 років здобув 23 перемоги, не маючи поразок.
26 квітня 2008 року в бою проти Лакі Левела завоював вакантний титул інтернаціонального чемпіона за версією WBC у напівсередній вазі, який захистив чотири рази.
11 липня 2009 року в бою проти Джексона Бонсу завоював вакантний титул чемпіона Європи за версією EBU.
28 липня 2012 року у Сан-Хосе, США вийшов на бій за вакантний титул «тимчасового» чемпіона світу за версією WBC у напівсередній вазі проти місцевого ексчемпіона світу в двох категоріях Роберта Герреро і зазнав поразки одностайним рішенням.
Завершив кар'єру Сельчук Айдин 2016 року, маючи 29 перемог і 3 поразки.